# Rik Evens
Henri Evens, bijnaam Rik(ske) Evens (Opitter, 21 februari 1927 – Genk, 29 juni 2022), was een Belgisch wielrenner. 

## Loopbaan
Evens was actief tussen 1949 en 1952. Hij won in zijn profcarrière in 1950 twee ritten in de Ronde van Spanje, de tweede rit (Leon) en de elfde rit (Tarragona). In de eindstand werd hij dat jaar veertiende en daarmee de beste Belg.
Henri "Rik" Evens overleed in 2022 op 95-jarige leeftijd.

## Belangrijkste Overwinningen
- 1946: 1e in Liège - Marche - Liège, Liège (BEL)
- 1948: 1e in 8e etappe Ronde van België, Onafhankelijken, Huizingen (BEL)
- 1948: 1e in 3e etappe Ronde van Limburg -B-, Amateurs, Herk-De-Stad (BEL)
- 1948: 1e in 4e etappe Ronde van Limburg -B-, Amateurs, Bree (BEL)
- 1948: 1e in Omloop van Limburg (BEL)
- 1950: 1e in 2e etappe Vuelta a España, Leon (ESP)
- 1950: 1e in 11e etappe Vuelta a España, Tarragona (ESP)

## Resultaten in voornaamste wedstrijden
| Jaar | Ronde van Italië | Ronde van Frankrijk | Ronde van Spanje |
| ---- | ---------------- | ------------------- | ---------------- |
| 1950 |                  |                     | 14e (2)          |
| 1951 |                  |                     |                  |

| Jaar | Parijs-Roubaix | Omloop Het Volk |
| ---- | -------------- | --------------- |
| 1950 |                | 8e              |
| 1951 | 58e            |                 |

## Ploegen
- 1947: Onafhankelijken
- 1948: Onafhankelijken
- 1949: Onafhankelijken
- 1949: Elvé / Météore / Griffon (België) vanaf 26-08!
- 1950: Peugeot - Dunlop (Frankrijk)
- 1950: Peugeot - Dunlop - Elgat (België)
- 1951: Peugeot - Dunlop (Frankrijk)
- 1951: Peugeot - Dunlop - Vredestein (Nederland)
- 1952: Peugeot - Dunlop (Frankrijk)